# Sułoszowa (gmina)
Pour la localité, voir Sułoszowa.
Sułoszowa est une gmina rurale du powiat de Cracovie, Petite-Pologne, dans le sud de la Pologne. 

## Géographie
Son siège est le village de Sułoszowa, qui se situe environ 29 km au nord-ouest de la capitale régionale Cracovie.
La gmina couvre une superficie de 53,38 km2 pour une population de 5 880 habitants.
La gmina inclut les villages de Sułoszowa, Wielmoża et Wola Kalinowska.
La gmina borde les gminy de Jerzmanowice-Przeginia, Olkusz, Skała et Trzyciąż.